# Kumite masculin moins de 70 kg
Le kumite individuel masculin moins de 70 kg est une épreuve sportive individuelle opposant dans un combat des karatékas masculins pesant chacun strictement moins de 70 kg.